# Cena Alfreda Döblina
Cena Alfreda Döblina, německy Alfred-Döblin-Preis, je literární cena za dosud nepublikovanou prózu pojmenovaná po Alfredu Döblinovi. V roce 1979 byla založena Günterem Grassem. Literarisches Colloquium Berlin a Akademie der Künste vyhlašují soutěž každé dva roky. Od roku 2007 nominovaní spisovatelé čtou svá díla před porotou a vítěz je druhý den oceněn na slavnostním předávání.

## Nositelé
- 1979 Gerold Späth
- 1980 Klaus Hoffer
- 1981 Gert Hofmann
- 1983 Gerhard Roth
- 1985 Stefan Schütz
- 1987 Libuše Moníková
- 1989 Einar Schleef, Edgar Hilsenrath
- 1991 Peter Kurzeck, mimořádné ocenění Norbert Bleisch
- 1993 Reinhard Jirgl, mimořádné ocenění Andreas Neumeister
- 1995 Katja Lange-Müller, mimořádné ocenění Ingo Schulze
- 1997 Ingomar von Kieseritzky, Michael Wildenhain
- 1999 Norbert Gstrein
- 2001 Josef Winkler, mimořádné ocenění Heike Geißler
- 2003 Kathrin Groß-Striffler
- 2005 Jan Faktor
- 2007 Michael Kumpfmüller
- 2009 Eugen Ruge
- 2011 Jan Peter Bremer
- 2013 Saša Stanišić
- 2015 Natascha Wodin
- 2017 María Cecilia Barbetta
- 2019 Ulrich Woelk
- 2021 Deniz Utlu
- 2023 Jan Kuhlbrodt